# 三一四事件 (高雄)
三一四事件，又稱三一四滋擾案，是1993年一起發生在臺灣高雄市的一場暴力衝突事件。民主進步黨在高雄的黨公職人士組織群眾包圍中國國民黨的非主流「新國民黨連線」在高雄市立高雄高級中學的演講會，進而演變為流血衝突，新國民黨連線立法委員與工作人員遭襲受傷。

## 背景
1993年1月，經歷長年的二月政爭，時任行政院院長郝柏村透過行政院新聞局發表聲明，表明不再續任行政院院長，將率郝柏村內閣總辭。3月1日，國民黨黨內的非主流派新國民黨連線決定號召成員，在各地舉行「國事會議說明會」，大動作針對國民黨中央委員會，分別以「新國民黨中興大會師」、「追思總理、浴火重生，一個新國民黨的誕生」、「南北新連線、拯救美麗島」為題，在臺北市、臺中市、高雄市分別舉辦三場大型演講。
對於新國民黨連線在各地舉行大型活動，地方上早有傳言，民進黨將在高雄市發動群眾予以鬧場。為此，高雄市政府警察局部署了近百名警力維持秩序。民進黨中央黨部也明確表示不贊成民進黨黨員前往，並由民進黨主席施明德南下向黨員疏通；但高雄市若干民進黨公職人員仍執意動員群眾。

## 過程
3月14日上午，數百名群眾到高雄中學體育館門口，將新國民黨連線擺放在會場入口處準備出售的雜誌與花籃搗毀。下午一時，民進黨群眾集結，闖入會場，掀翻體育館內的桌椅設施；現場雖有近百名警察，卻一直未出面制止。
下午二時四十五分，新國民黨連線立委座車抵達高雄中學，被團團包圍。抗議群眾以木棍、鐵鎚、石塊圍毆新國民黨連線成員，廂型車被掀翻。警方見狀，以大型鎮暴車送走立委。憤怒的群眾轉而攻擊警察，原本預計舉行的演講會最終演變為流血暴動。
新國民黨連線成員座車抵達高雄中學之前，開進高雄市建國路時被民進黨立法委員朱星羽率眾阻攔。朱星羽站上座車車頂並大力踹踏，最後朱星羽趁著警方出來保護新國民黨連線成員時下車並安全離開，新國民黨連線成員無人受傷。事後，新國民黨連線成員無人控告朱星羽，朱星羽踏壞的座車車頂以賠償修車費新臺幣十四萬元了事。

## 結果與影響
新國民黨連線在高雄的國事說明會，因為暴力滋擾而流產。新國民黨連線立委事後召開記者會，抗議警方未盡到保護及維持秩序的責任、默許暴力群眾破壞新連線的政治集會，認為這是國民黨主流派和民進黨勾結所設下的陷阱，是一場有計畫的暴力事件，而民進黨也因這次暴力事件使黨的名譽受損。
新國民黨連線成員面對警察保護不力、生命一度受到威脅的危機，以及事後國民黨中央對其冷嘲熱諷，加深了國民黨中央與民進黨聯手對付新連線的疑慮，加強了脫離中國國民黨、另立新政黨的動機。
三一四事件被學者劉華宗視為民進黨與新黨在高雄的街頭衝突之一。一年半之後，1994年中華民國省市長暨省市議員選舉前的9月25日，新黨在高雄舉行的競選活動也遭受到民進黨高雄市議員參選人動員數百人包圍滋事，造成比三一四事件更大規模的衝突──九二五事件，70多人受傷，三輛車被燒毀，另有五輛車受損。